# Salsola dinteri
Salsola dinteri är en amarantväxtart som beskrevs av Viktor Petrovitj Botjantsev. Salsola dinteri ingår i släktet sodaörter, och familjen amarantväxter. Inga underarter finns listade i Catalogue of Life.